# Departamento Aeroviário do Estado de São Paulo
Departamento Aeroviário do Estado de São Paulo (DAESP) foi um departamento brasileiro de aviação.
Em 1963, a então Secretaria de Viação e Obras Públicas criou a Diretoria de Aeroportos, a qual, em 1966, deu origem ao Departamento Aeroviário do estado de São Paulo - DAESP, transformado em autarquia em 1970.
Vinculado à Secretaria de Transportes do Governo do estado de São Paulo, tinha a responsabilidade de administrar, manter e explorar 32 aeroportos públicos no interior do Estado de São Paulo, mediante convênio com o Comando da Aeronáutica por meio da Agência Nacional de Aviação Civil (ANAC).
Em 2022, a Assembleia Legislativa do Estado de São Paulo determinou a extinção do DAESP , decisão que foi publicada no Diário Oficial em 15 de Abril de 2022. As atribuições do DAESP foram transferidas para a Secretaria de Logística e Transportes. 
Referidos aeroportos correspondem aos principais do estado, com exceção de cinco deles, administrados pela Infraero (Campo de Marte, Congonhas, São José dos Campos), ou concedidos à iniciativa privada (GRU Airport e Viracopos).
Todos os 26 aeroportos administrados pelo DAESP no ano de 2016, movimentaram 312.729 aeronaves, 4.146.614 kg e 2.359.235 passageiros.

## Movimento de Passageiros
Dados referentes entre os anos de 2012 a 2017.
| #  | Dif. | Aeroporto                          | 2012      | 2013      | 2014      | 2015      | 2016    | 2017        |
| -- | ---- | ---------------------------------- | --------- | --------- | --------- | --------- | ------- | ----------- |
| 1  | (0)  | Aeroporto de Ribeirão Preto        | 1.077.010 | 1.096.285 | 1.079.430 | 1.109.809 | 922.756 | 867.544     |
| 2  | (0)  | Aeroporto de São José do Rio Preto | 770.569   | 758.513   | 717.118   | 691.559   | 695.997 | 728.162     |
| 3  | (0)  | Aeroporto de Presidente Prudente   | 289.124   | 266.123   | 295.508   | 272.204   | 258.167 | 256.883     |
| 4  | (0)  | Aeroporto de Bauru-Arealva         | 177.516   | 138.424   | 157.848   | 143.015   | 136.256 | 164.473     |
| 5  | (0)  | Aeroporto de Araçatuba             | 160.571   | 164.981   | 128.228   | 108.993   | 112.100 | 95.303      |
| 6  | (0)  | Aeroporto de Marília               | 92.437    | 75.747    | 83.038    | 70.899    | 72.169  | 70.661      |
| 7  | (0)  | Aeroporto de Sorocaba              | 77.776    | 50.244    | 42.162    | 54.200    | 51.547  | 54.124      |
| 8  | (0)  | Aeroporto Campo dos Amarais        | 28.194    | 25.048    | 33.818    | 39.753    | 31.772  | Privatizado |
| 9  | (0)  | Aeroporto de Bragança Paulista     | 43.856    | 37.510    | 38.306    | 36.624    | 28.370  | Privatizado |
| 10 | (0)  | Aeroporto de Araraquara            | 21.709    | 25.048    | 56.240    | 6.368     | 4.698   | 4.848       |